# とくしまファミリーランド

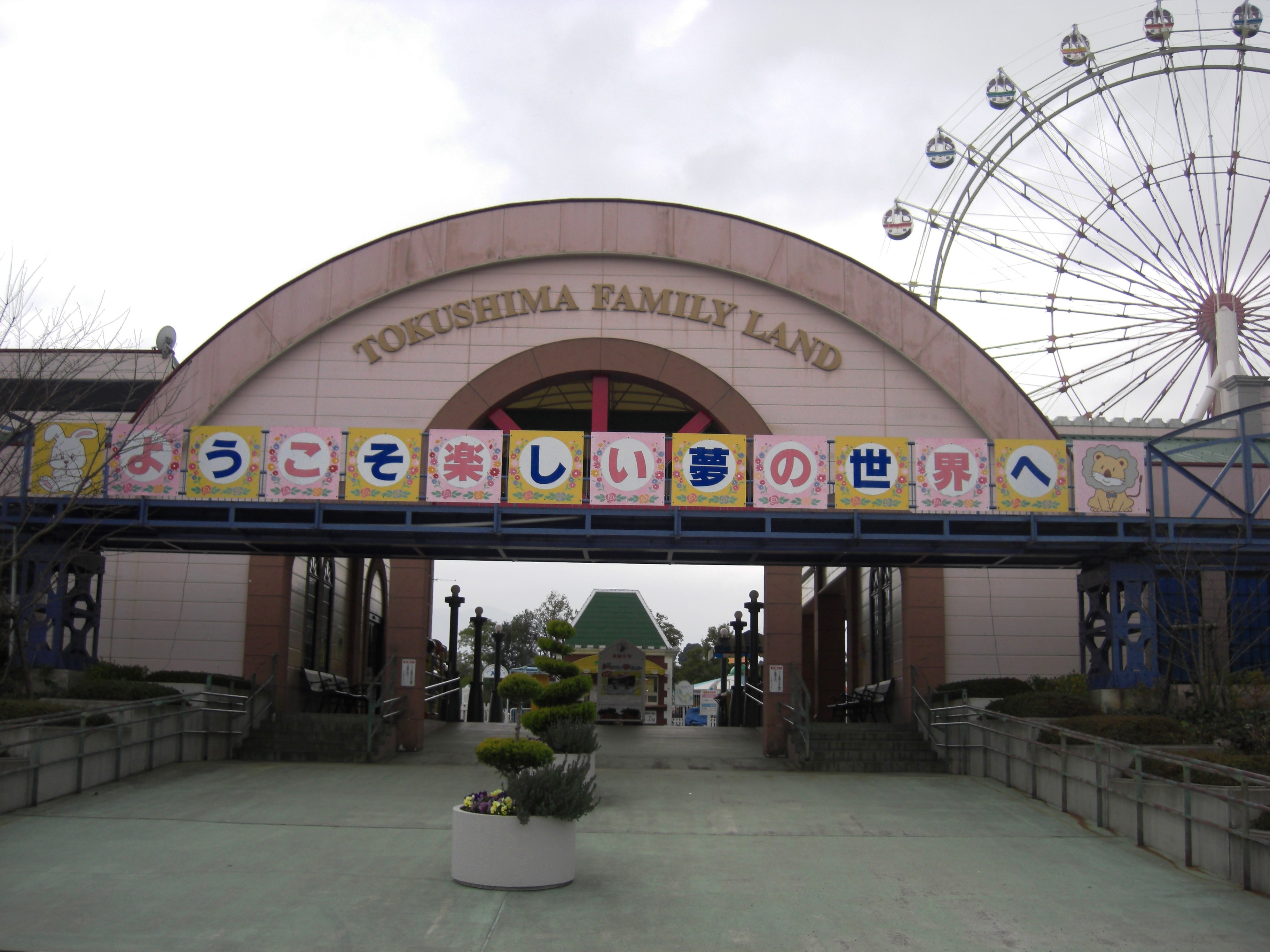
とくしまファミリーランドの入口

とくしまファミリーランド（Tokushima Family Land）は、徳島県徳島市渋野町の徳島市総合動植物公園にある遊園地。朝日科学模型遊園株式会社（大阪府阪南市）が運営している。

## 概要
徳島県徳島市渋野町入道22-1にある遊園地。入場料無料、駐車場は1日310円で650台のスペースがある。
吉野川遊園地が2011年に閉園したため2023年現在徳島県内で唯一営業している遊園地である。

## 主な施設

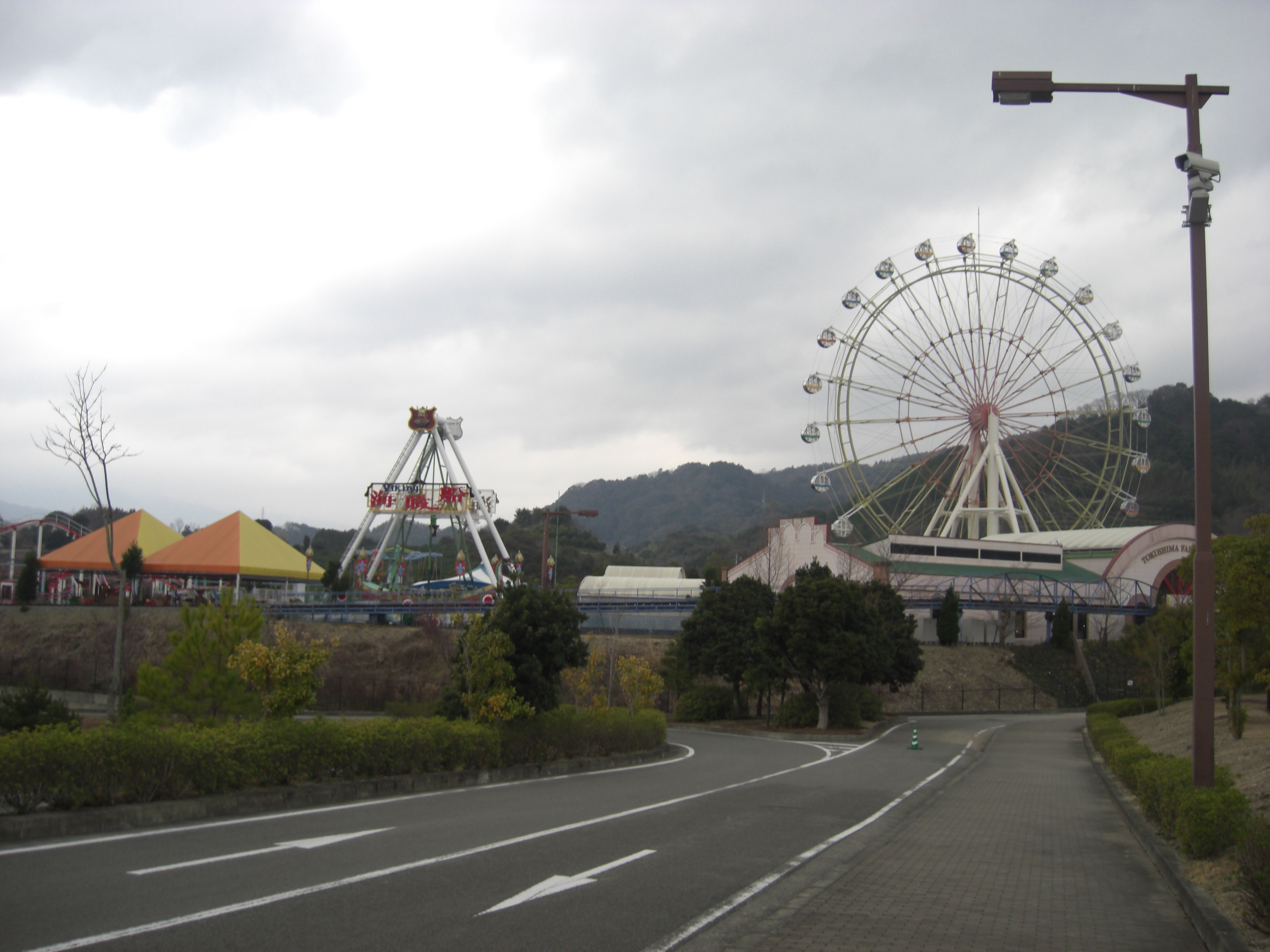
観覧車

- ドリフトサーキット
- マッドマウス
- 観覧車
- ロックンロール(撤去済)
- バンパーボート
- ツインドラゴン
- チェーンタワー
- ローラーコースター
- 周遊列車
- スカイタートルズ
- あそばんde
- 脱出!!阿波砦
- ウォーターガーデン

## 交通
- 徳島バス渋野線「とくしま動物園」下車